# Miózis
A miózis (a görög μύειν, mūein szó jelentése: "becsukni a szemet") a pupilla összeszűkülését jelenti. Orvostudományi meghatározás szerint, a miózis a pupilla összeszűkülése két milliméter, vagy annál kisebb átmérőre; okai pedig kórosak, vagy fiziológiásak. A pupilla összeszűkülése lehet természetes eredetű (pl.: fényviszonyok megváltozása; öregedés), de lehet valamely betegség tünete; illetve előidézheti gyógyszer is.
Ellentéte a midriazis, a pupilla kitágulása. Ha a pupillák mérete erősen különbözik, akkor anisocoriáról van szó.

## Definíciók
A miózis definíciói a következőket foglalják magukba:
- A pupilla olyan erőteljes összehúzódása, ami nem magyarázható a fényviszonyokkal.[7]
- A pupilla átmérője két milliméter vagy kisebb.[2][8]
- Élettani vagy kóros okokból következett be[3]
- Kóros eredetű[4]

## Okai

### Élettani
- Időskor
- Fényviszonyok megváltozása; világos, fényes környezetben a pupilla természetes módon összeszűkül, hogy csökkentse a szembe jutó fény mennyiségét.

### Betegség
- Horner szindróma
- Vérzés a nyúltagyi hídban (koponyaűri vérzés)
- Cluster-fejfájás
- Szivárványhártya gyulladás[9]
- Halálos familiáris álmatlanság (FFI)

### Gyógyszer
- Opioidok, beleértve a fentanilt, a morfint, a heroint, a metadont (említendő kivétel a petidin)
- Antipszichotikumok, beleértve a haloperidolt, a klórpromazint, a olanzapint, a quetiapint
- Kolinerg szerek, például az acetilkolin
- Néhány rák elleni kemoterápiában használt szer, és származékaik
- Mirtazapin
- Trazodon
- Néhány MAO-gátló
- Bizonyos ritka esetekben a mustárgáz is előidézi
- Organofoszfátok

## A fotomotoros reflex élettana
A szembe belépő fény háromféle fényérzékeny sejttípussal találkozik: a csapokkal, a pálcikákkal és a fényérzékeny ganglionsejtekkel. Ez utóbbiak nem alkotnak képet, hanem csak a fénymennyiségről küldenek információt, és a többi sejttípushoz képest lassan reagálnak. Szerepük van az életritmus szabályozásában, a melatonintermelésben és a pupilla méretének szabályozásában.
A retinális fényreceptorok az információt elektromos impulzusokká alakítják. A pupilla átméretezését irányító idegek a felső középagy pretectalis magjához kapcsolódnak, elkerülve az oldalsó geniticulatus magot és az elsődleges látókérget. A pretectalis magból az idegsejtek axonjaikkal az  Edinger-Westphal-maghoz kapcsolódnak, amelyek mozgatóaxonjai (bennük a III. agyideg egy ágával) a szemmozgató idegekhez kapcsolódnak mindkét oldalon. Ezek egy szinapszissal kapcsolódnak a ciliaris ganglionokhoz, amelyek paraszimpatikus axonjai már a szemmozgató izmokat idegzik be, amelyek összehúzzák a pupillát.

## Fordítás
- Ez a szócikk részben vagy egészben  a   Miosis című angol Wikipédia-szócikk fordításán alapul.  Az eredeti cikk szerkesztőit annak laptörténete sorolja fel. Ez a jelzés csupán a megfogalmazás eredetét és a szerzői jogokat jelzi, nem szolgál a cikkben szereplő információk forrásmegjelöléseként.